# 가미노카에정
가미노카에정(일본어: 上ノ加江町)은 일본 고치현 다카오카군에 설치된 정이다. 

## 참고 문헌
- 角川日本地名大辞典編纂委員会, 『角川日本地名大辞典 39 高知県』1983, 角川書店